# 조류학

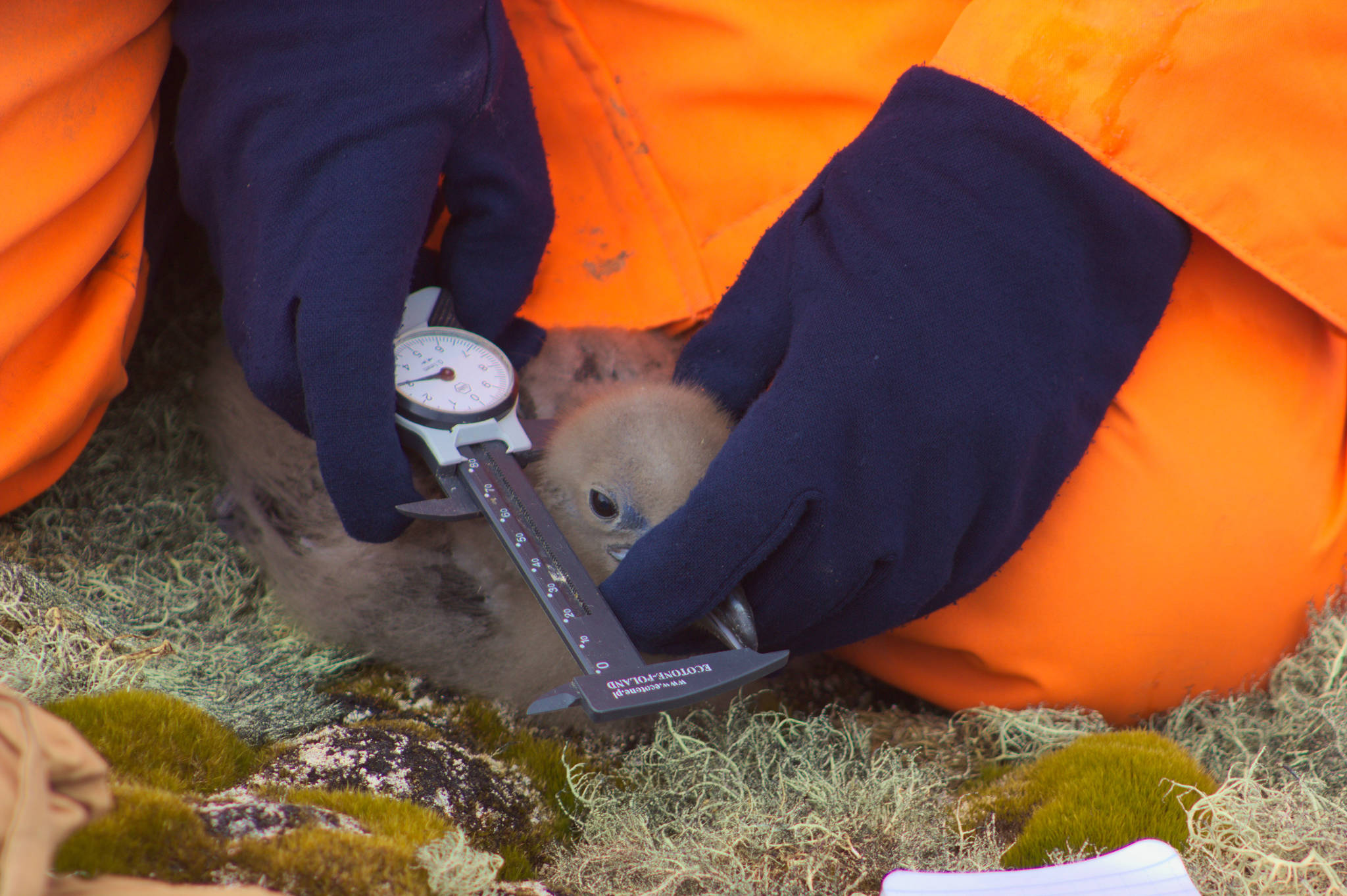

조류학(鳥類學, 영어: ornithology)은 새의 연구와 관련된 짐승학의 한 갈래이다. 조류학의 영어 낱말 ornithology는 새라는 뜻의 ornis와 앎(지식)이라는 뜻의 logos를 합친 말이다.
조류학은 오랜 역사를 가지고 있으며 종, 종 형성(Speciation), 본능, 학습, 생태학적 지위, 섬생물지리학, 계통지리학, 보존과 같은 진화, 행동, 생태 환경 속 주요 개념의 도입을 돕는다.  초기의 조류학은 원칙적으로 종의 분배와 서술 위주였다면 오늘날의 조류학은 새를 모델로 사용하여 이론에 따라 가설과 예측을 시험함으로써 특정한 질문에 답하고 있다. 광범위한 도구와 기술이 조류학에 쓰이며 기술 혁신 또한 꾸준하다.

## 같이 보기
- 시블리 알퀴스트 조류 분류